# Union mondiale des déistes
L'Union mondiale des déistes (WUD) est la plus grande organisation au monde à promouvoir la religion naturelle du déisme,,,,,,,,,,,,,,.

## Histoire
L'Union mondiale des déistes a été fondée à Charlottesville, en Virginie, le 10 avril 1993, par Robert Johnson. Le WUD est basé aux États-Unis avec des représentants dans une trentaine de pays, produit des podcasts, gère une bibliothèque en ligne et publie la revue Deism. La devise est "Dieu nous a donné la raison, pas la religion",. Le WUD a une publication bimensuelle appelée Think!

## Membres internationaux
- Unione Deista Italiana
- Association déiste de France
- Deism India
- Deismo Brasil